# Sevojno
Sevojno (en serbe cyrillique : Севојно) est une ville de Serbie située sur le territoire de la Ville d'Užice, district de Zlatibor. Au recensement de 2011, elle comptait 7 100 habitants.

## Géographie
Sevojno est situé sur les bords de la Đetinja, un affluent de la Zapadna Morava.

## Démographie

### Évolution historique de la population
| 1948  | 1953  | 1961  | 1971  | 1981  | 1991  | 2002  | 2011  |
| ----- | ----- | ----- | ----- | ----- | ----- | ----- | ----- |
| 1 847 | 3 143 | 3 873 | 3 853 | 4 655 | 6 501 | 7 445 | 7 100 |

|  |

## Sport
Sevojno possède un important club de football, le FK Sevojno, fondé en 1950, qui a fait une apparition en première division du Championnat de République fédérale de Yougoslavie de football en 1996.

## Éducation
La ville possède un établissement d'éducation préscolaire, l'école maternelle Maslačak, ainsi qu'un établissement d'études secondaires, l'école Aleksa Dejović, créée en 1889.

## Économie
Sevojno est une ville industrielle. Parmi les entreprises importantes de la ville, on peut citer Valjaonica bakra, créée en 1952, qui fabrique toutes sortes d'objets en cuivre (tubes, feuilles, barres, fils etc.), notamment à travers sa filiale Valjaonica Femod. La société Impol Seval travaille dans l'industrie de l'aluminium ; elle produit des bandes de métal roulées à chaud ou à froid, ainsi que des feuilles et des plaques ; elle produit également des tubes, des tôles ondulées, des plafonds suspendus, des stores vénitiens et des volets roulants ; les produits réalisés sont fabriqués avec de l'aluminium, en alliage avec du magnésium et du manganèse et sont utilisés dans la construction, l'industrie de l'automobile, la fabrication de conteneurs, l'industrie électrique, l'agriculture, l'imprimerie et la fabrication de matériel de camping ; la société slovène Impol détient la majorité du capital de l'entreprise ; Impol Seval entre dans la composition du BELEXline, l'un des trois indices de la Bourse de Belgrade. Inos sinma, créée en 1951, collecte et recycle des déchets provenant de la métallurgie des métaux ferreux et des métaux non ferreux ; elle assure aussi la commercialisation des pièces ainsi retraitées, notamment des feuilles ou des plaques d'aluminium, de cuivre et de zinc, ainsi que des tubes de fer etc.
Sevojno est également le siège de la société Jedinstvo, qui installe des systèmes de chauffage, de ventilation, de drainage et d'irrigation, ; l'entreprise entre dans la composition du BELEX15, l'indice principal de la Bourse de Belgrade.
ATM Sevojno fabrique toutes sortes d'emballages en plastique et Dratex est spécialisée dans la fabrication de cintres en plastique. La société Atlas a été créée en 1994 ; elle fabrique du mobilier matelassé, canapés et fauteuils, exporté en France, au Royaume-Uni, en Moldavie et dans les pays de l'ex-Yougoslavie

## Personnalités
Sevojno est la ville natale de Nikola Pavlović et de l'architecte Stevan Đurić.